# Huntingdon
Huntingdon este un oraș în comitatul Cambridgeshire, regiunea East, Anglia. Orașul se află în districtul Huntingdonshire a cărui reședință este.